# After Eight
After Eight (traduïble al català com Després de les vuit) és una xocolatina produïda per Nestlé, que consisteix en crema de menta coberta per una capa quadrada de xocolata negra, que forma una làmina.

## Història
El producte de què parlem sorgeix el 1962, quan comença a ser elaborat per la marca britànica Rowntree. Aquest dolç estava pensat per a ser consumit després de sopar, per la qual cosa va prendre el nom de After Eight (després de les vuit). Al principi només es van elaborar les xocolatines quadrades, que es produïen a la fàbrica de Castleford (West Yorkshire), i més tard va començar a vendre's en altres mercats com l'europeu i el nord-americà.
L'any 1988, Nestlé es va convertir en el fabricant del producte després de comprar l'empresa Rowntree i totes les seves marques. Amb la nova propietària, el producte es va ampliar a bombons, i edicions especials com xocolata amb llet o xocolata amb taronja. Des del 2007 Nestlé utilitza greix de llet en la seva producció.